# Český Jiřetín
Český Jiřetín es una localidad del distrito de Most en la región de Ústí nad Labem, República Checa, con una población estimada a principio del año 2018 de 90 habitantes. 
Se encuentra ubicada en el centro-norte de la región, sobre los montes Metálicos, cerca de la orilla del río Bílina —un afluente izquierdo del río Elba— y del estado alemán de Sajonia.